# Okres Košice IV
Okres Košice IV je jeden z okresů slovenských Košic. Leží na jihovýchodě města v Košickém kraji. Na jihu a na východě hraničí s okresem Košice-okolí, na severu a na západě s dalšími třemi městskými okresy. Patří sem následující části města: Barca, Juh, Krásna, Nad jazerom, Šebastovce, Vyšné Opátske